# Ames (La Coruña)
Ames es un municipio español de la provincia de La Coruña, en la comunidad autónoma de Galicia. Limita con Santiago de Compostela y pertenece a la comarca de Santiago.

## Toponimia
Desde el siglo XII abundan los testimonios del topónimo Ames, que aparece en latín en la Tumba de Toxos Outos como "Sancti Thome apostoli de Oliames" (1143); de Oyames (1154), de Oiames (1182) etc. En el siglo XIII se siguen atestiguando las formas Oiames y Oyames en latín y gallego. En el xiv se registra por primera vez como de Ames, pero la forma actual y la ortografía solo se generalizan a partir del xvii. 
Se considera que grafías como Ames muestran la deglución de la vocal o- inicial, interpretada como artículo, y la pérdida de -i- como en río Veleia > Vea. Para este autor, Ames puede interpretarse como un derivado con la misma raíz que Oia, y el significado del topónimo sería lugar muy húmedo', con terminación superlativa en acusativo plural ugiamos o ugia-mas. La geografía de la parroquia confirma ese significado ya que la ciudad se localiza junto a los cuerpos de agua de Fonte Fría, Pasos y Riamonte.

## Geografía
Integrado en la comarca de Santiago, su capital, Bertamiráns, se sitúa a 85 kilómetros de la capital coruñesa y a 10 kilómetros de Santiago de Compostela. El término municipal está atravesado por la autopista del Atlántico (AP-9) y por la carretera nacional N-525, en el pK 68, además de por la autovía autonómica AG-56 (Santiago-Brión), por las carreteras provinciales AC-543 (Santiago-Noya) y AC-544 (Ames-Negreira) y carreteras locales que conectan las parroquias del municipio.
El relieve del municipio está definido por las riberas del río Tambre y del río Sar y de algunos arroyos tributarios y por los montes que rodean estas riberas. El río Tambre discurre por el norte y noroeste y hace de límite con los concejos de La Baña y Negreira, mientras que el río Sar procede de Santiago de Compostela y discurre de este a suroeste para continuar por Brión. La altitud oscila entre los 514 metros al noreste y los 30 metros al sur, a orillas del río Sar. Bertamiráns se alza a 45 metros sobre el nivel del mar. 
| Noroeste: La Baña       | Norte: Valle del Dubra | Noreste: Santiago de Compostela       |
| Oeste: Negreira y Brión |                        | Este: Santiago de Compostela          |
| Suroeste: Brión         | Sur: Teo               | Sureste: Santiago de Compostela y Teo |

Ames tiene una extensión de 94 km² y cuenta con 116 entidades de población y 11 parroquias. La distribución demográfica presenta una elevada concentración en los núcleos de Bertamiráns y O Milladoiro que en el año 2022 agrupaban a 22.231 habitantes, lo que equivale al 69,22 % de la población total del municipio.

### Clima
El clima de Ames se caracteriza por ser suave en invierno y caluroso en verano debido a su localización en un valle. Las lluvias se concentran principalmente de octubre a mayo. La temperatura media anual es de 14°. Diciembre el mes más frío tiene una media de 8° mientras que la de julio, el mes más cálido es de 21°.
Se estima que la media anual de precipitaciones es de 1791 mm. El 40 % de las precipitaciones tienen lugar en invierno.

### Comunicaciones
La red de transportes está dentro de la red de transporte metropolitano. Las principales líneas son Santiago-Bertamiráns, con líneas y ramales a Brión, Negreira, Noia y Muros.Y con un amplio servicio, con una frecuencia media incluso menor a 15 minutos está la línea Santiago-Milladoiro, con ramales a Biduido y a zonas del municipio de Teo. Dentro del transporte urbano de Santiago de Compostela existe una línea a Ortoño. Existe una línea que une los núcleos de Bertamiráns y O Milladoiro aunque tan sólo hace tres trayectos diarios. 
El aeropuerto más cercano es Lavacolla en Santiago de Compostela, a 20-25 minutos por carretera.
La estación de ferrocarril más cercana está en Santiago de Compostela, a 10-15 minutos.
Tanto Bertamiráns como O Milladoiro cuentan con servicio de taxis.

## Demografía
Ames cuenta con una población de 32 812 habitantes (INE 2024).
| Gráfica de evolución demográfica de Ames entre 1842 y 2021                                                                                                  |
| |
| Población de derecho según los censos de población del INE Población de hecho según los censos de población del INEEn estos censos se denominaba Amés: 1970 |

El municipio de Ames cuenta con una población de 32 095 habitantes (INE 2022). Su núcleo urbano más poblado es O Milladoiro (13 435 habitantes (INE 2020)). Sin embargo la capital municipal se encuentra en Bertamiráns (9016 habitantes (INE 2020)). El resto de la población se encuentra distribuida en diversas urbanizaciones próximas a estos núcleos y en la zona rural, siendo la zona centro-sur del municipio la más poblada del mismo.

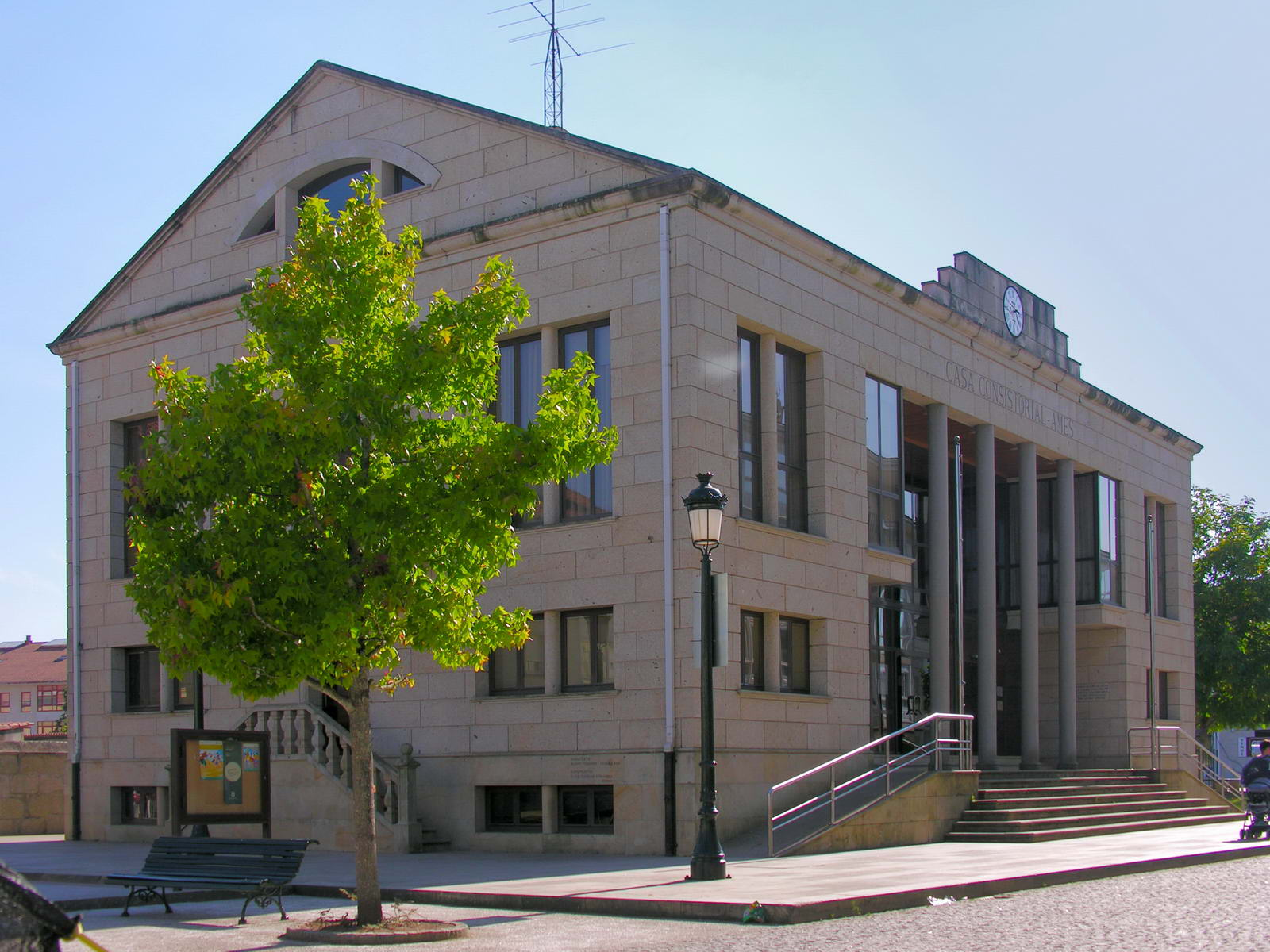
Ayuntamiento de Ames

O Milladoiro, en el límite sureste del municipio, linda con los municipios de Santiago y Teo. Nace en los años 80, fruto de la proximidad a Santiago de Compostela y al abaratamiento del precio de la vivienda con respecto a la capital gallega. Su población aumentó constantemente a lo largo de estos años, siendo un lugar de asentamiento para muchas familias llegadas de otras partes de Galicia, de España y de otras partes del mundo. 
Bertamiráns se sitúa en el centro geográfico del municipio y dista aproximadamente 8 kilómetros de O Milladoiro y a 10 de Santiago de Compostela, lindando por su zona oeste con el ayuntamiento de Brión. O Milladoiro es el centro comercial del municipio, debido a un sector terciario nuevo pero sólido, y un cada vez más importante polígono industrial, esto favorece su influencia en los alrededores junto con una situación geográfica óptima para las zonas limítrofes.
El municipio de Ames linda con los municipios de La Baña, Valle del Dubra, Negreira y Santiago de Compostela al norte. La Baña y Brión al oeste. Brión y Teo al Sur y Santiago de Compostela al Este.

## Administración y política

### Gobierno municipal
| Partido político                                | 2023  | 2023  | 2023       | 2019  | 2019  | 2019       | 2015  | 2015  | 2015       | 2011  | 2011  | 2011       | 2007  | 2007  | 2007       |
| Partido político                                | %     | Votos | Concejales | %     | Votos | Concejales | %     | Votos | Concejales | %     | Votos | Concejales | %     | Votos | Concejales |
| Partido dos Socialistas de Galicia (PSdeG-PSOE) | 32,60 | 4572  | 8          | 32,70 | 4580  | 8          | 18,20 | 2510  | 4          | 28,00 | 3698  | 6          | 38,56 | 4616  | 9          |
| Partido Popular de Galicia (PPdeG)              | 29,09 | 4080  | 7          | 26,57 | 3722  | 6          | 18,26 | 2518  | 4          | 44,92 | 5932  | 11         | 33,22 | 3977  | 7          |
| Bloque Nacionalista Galego (BNG)                | 20,94 | 2937  | 5          | 15,40 | 2158  | 3          | 10,34 | 1426  | 2          | 16,27 | 2148  | 4          | 22,81 | 2731  | 5          |
| Espazo Común (ESCO)                             | 6,12  | 859   | 1          | —     | —     | —          | —     | —     | —          | —     | —     | —          | —     | —     | —          |
| Podemos-Contigo Podemos (CP)                    | 2,62  | 368   | 0          | 8,13  | 1139  | 2          | 12,65 | 1744  | 3          | 3,20  | 423   | 0          | 3,02  | 362   | 0          |
| Mareas Locais                                   | —     | —     | —          | 7,16  | 1004  | 1          | —     | —     | —          | —     | —     | —          | —     | —     | —          |
| Cidadáns (Cs)                                   | —     | —     | —          | 5,87  | 823   | 1          | 7,82  | 1079  | 1          | —     | —     | —          | —     | —     | —          |
| Ames Novo                                       | —     | —     | —          | —     | —     | —          | 17,94 | 2474  | 4          | —     | —     | —          | —     | —     | —          |
| Pacto por Ames (P x A)                          | —     | —     | —          | —     | —     | —          | 17,37 | 1720  | 3          | —     | —     | —          | —     | —     | —          |

### Organización territorial
El municipio está formado por ciento catorce entidades de población distribuidas en once parroquias:
- Agrón (San Lorenzo)[8]
- Ameijenda[9]
- Ames (Santo Tomás)[8][10]
- Bugallido (San Pedro)
- Cobas[9]
- Lens (San Pelayo)[8]
- Ortoño (San Juan)[8]
- Piñeiro (San Mamed)[8]
- Tapia (San Cristóbal)[8]
- Trasmonte (Santa María)
- Viduido (Santa María)[8]

## Economía
- Un tercio de la población se dedica a actividades del sector servicios. Ames cuenta con 1000 microempresas, 40 pequeñas y medianas empresas con menos de 250 asalariados y alrededor de 1000 establecimientos.

- Aun así, este municipio mantiene parte de su economía tradicional, así se contabilizan 229 explotaciones bovinas con 1600 cabezas de ganado.

- Los datos de ocupación de los habitantes por sectores señalan que casi 200 se dedican a la agricultura, 20 a la pesca, cerca de 1000 a la industria, 1000 a la construcción y más de 6.000 al sector servicios.
- Uno de los centros económicos más importantes de Ames, el parque empresarial NovoMilladoiro. Aglutina a una buena parte del tejido empresarial del ayuntamiento. Se trata de un parque empresarial que fue inaugurado en 2002 y tiene una superficie total de 323.000 metros cuadrados. El tamaño mínimo de las parcelas es de 500 metros cuadrados y el máximo de 4500. Cuenta con 189 parcelas distribuidas en 182 naves de las cuales están ocupadas 157. El nivel de ocupación es de 124 empresas, de las cuales un gran número están relacionadas con los sectores de las nuevas tecnologías, la informática y el audiovisual.

## Patrimonio
Los monumentos más destacados del municipio son:

### Arquitectura civil
- Casa de Sandar (Agrón), casa noble medieval.
- Pazo de Quintáns (Ames), o Casa de Baladrón, pazo típico en excelente estado de conservación.
- Pazo de Lens (Lens), pazo situado en la aldea de Lens, en la parroquia del mismo nombre, muy próximo a Ponte Maceira y los petroglifos de Oca.
- Pazo de Leboráns (Trasmonte), mansión señorial del siglo XVIII.
- Pazo da Peregrina, en Bertamiráns, un pazo que perteneció en el siglo XVIII a la familia Piñeiro y Lago, y a sus descendientes los García-Barros y posteriormente a los Togores-Parames. Actualmente su titularidad es municipal y se utiliza como centro de exposiciones y actividades comunitarias.

### Arquitectura religiosa
El municipio de Ames cuenta con 12 iglesias (una por parroquia) y con 7 capillas. Hay elementos escultóricos de épocas anteriores que se remontan al siglo XIV. Las más destacadas son:
- Iglesia parroquial de San Lorenzo de Agrón, de los siglos XVII y XVIII.
- Iglesia parroquial de Santo Tomé de Ames, edificio barroco en sillares de granito, con torre central.
- Iglesia parroquial de Santa María de Trasmonte, en estilo barroco rural, recientemente restaurada.
- Capilla de la Magdalena, O Milladoiro, lugar donde, antiguamente los peregrinos que hacían el Camino Portugués veían por primera vez las torres de la catedral.
- Capilla de San José, o Milladoiro, de reciente creación, en marzo de 2009.
- Iglesia de San José de Milladoiro, O Milladoiro, de gran reciente creación con un estilo del siglo XXI, en marzo de 2017.

### Arquitectura popular

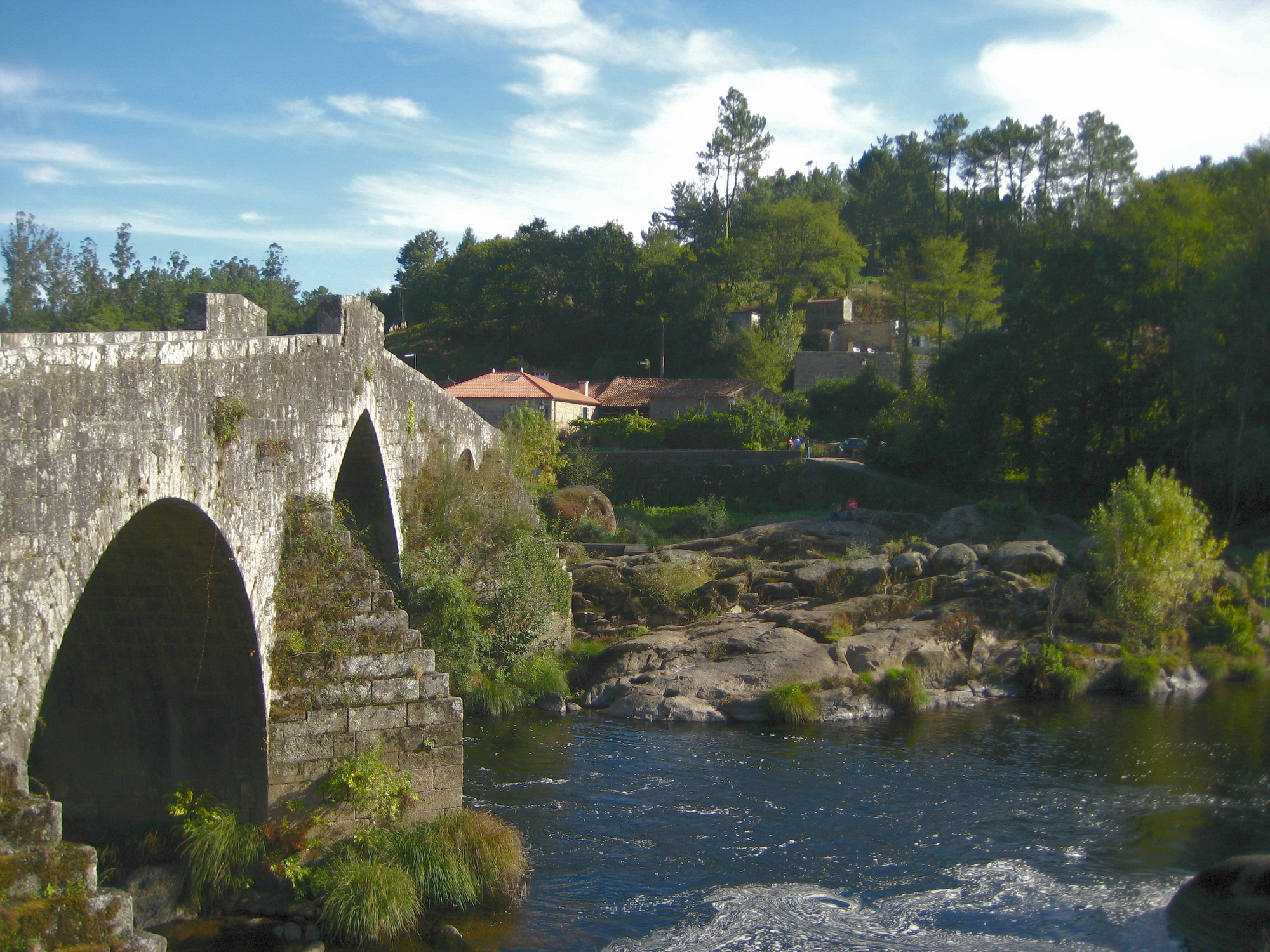
Río Tambre

- Puente de Pontemaceira, puente medieval de origen romano que une Ames con el municipio de Negreira y que es parte del Camino de Santiago a Finisterre.
- Puente de Augapesada, puente medieval, parte del camino a Fisterra.
- Casa de Rosalía, (Ortoño), casa donde pasó su infancia la poetisa Rosalía de Castro y donde, posteriormente se fundó el Seminario de Estudos Galegos.
- Existen numerosos cruceiros, fuentes, castros (asentamientos celtas), petos de ánimas, palomares, lavaderos, molinos, petroglifos...
- Además por Ames cruza el Camiño Portugués y el Camiño Fisterrá, ambos pertenecientes a la "Ruta Jacobea"

### Camino de Santiago
Ames se encuentra incluido en el Camino de Santiago, en la ruta Santiago de Compostela - Finisterre y en el Camino Portugués.
El Camino Real comenzaba en este municipio en el Alto do Vento, procedente del lugar de Vilastrexe por una vía paralela a lo que actualmente es la carretera.
Seguía por Lombao para continuar hasta Augapesada donde atravesaba el puente romano -hoy restaurado- para después iniciar la subida por la cuesta del Mar das Ovellas.
Siguiendo el camino, se llega a Carballo y luego Burgueros, acabando el recorrido municipal en Ponte Maceira.
El Camino Portugués, termina en O Milladoiro, último pueblo antes de entrar en Santiago.
Fueron varios los personajes históricos que hicieron este recorrido atraídos por el especial encanto de Finisterre. Entre ellos el barón de Roszmithal, el señor de Canmont, Nicolás Popielovo o Doménico Laffi.